# Zwartbrauwtriller
De zwartbrauwtriller (Lalage atrovirens) is een zangvogel uit de familie Campephagidae (rupsvogels).

## Verspreiding en leefgebied
Deze soort is endemisch in Nieuw-Guinea en komt voor in de provincie West-Papoea en het noorden van provincie Papoea (beide Indonesië) en in de noordelijke helft van Papoea-Nieuw-Guinea.

## Status
De grootte van de populatie is niet gekwantificeerd maar de soort wordt omschreven als vrij algemeen. Op de Rode lijst van de IUCN heeft deze soort de status niet bedreigd.